# Macaria brunneata
Macaria brunneata là một loài bướm đêm trong họ Geometridae.. Được mô tả lần đầu tiên vào năm 1784 bởi Carl Peter Thunberg. Loài này được tìm thấy ở Siberia, Nhật Bản, phía bắc và miền núi của Bắc Mỹ và khắp châu Âu. Ở Anh, loài này phần lớn hoặc hoàn toàn sống trong các khu rừng già miền trung.

## Hình ảnh

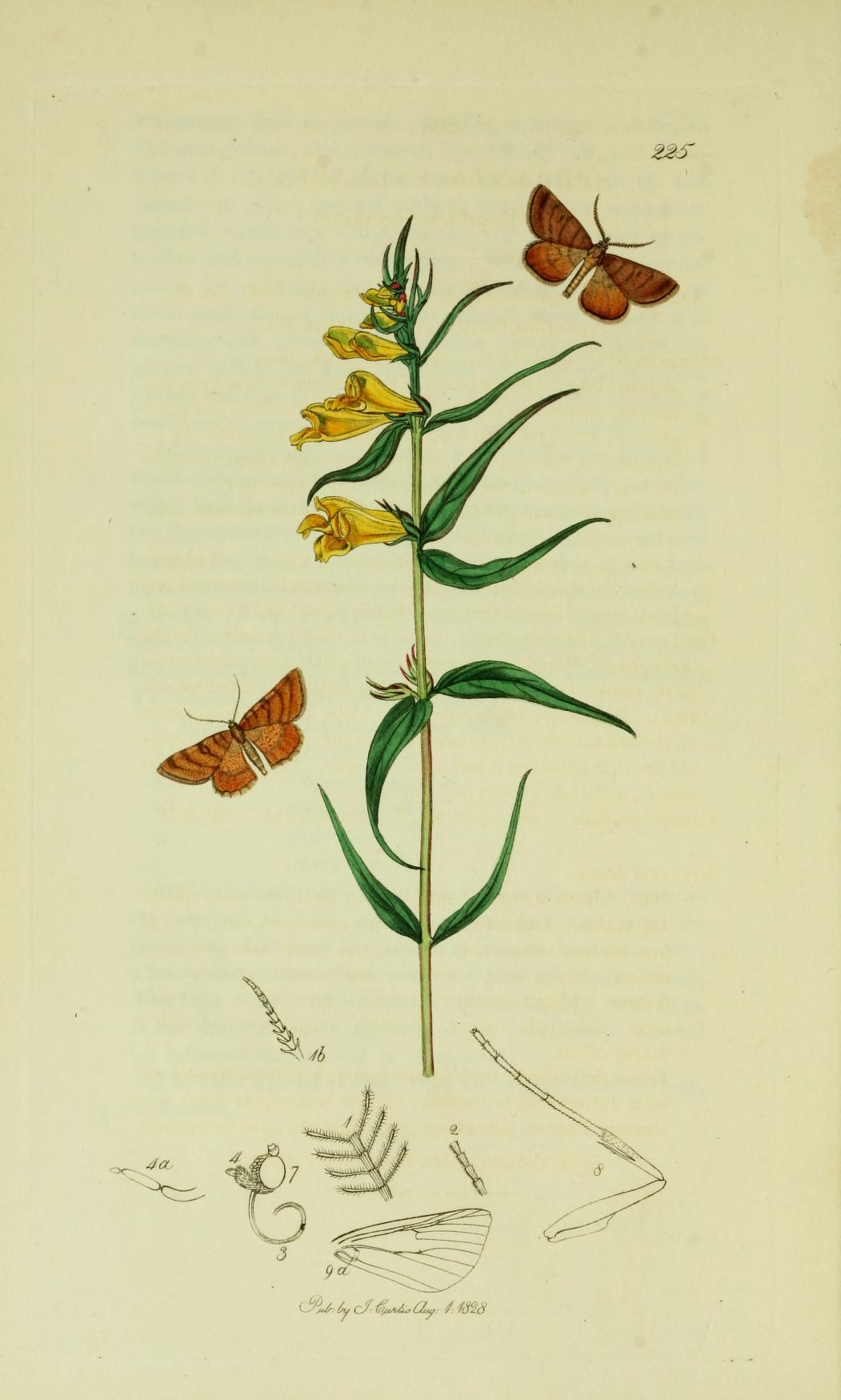
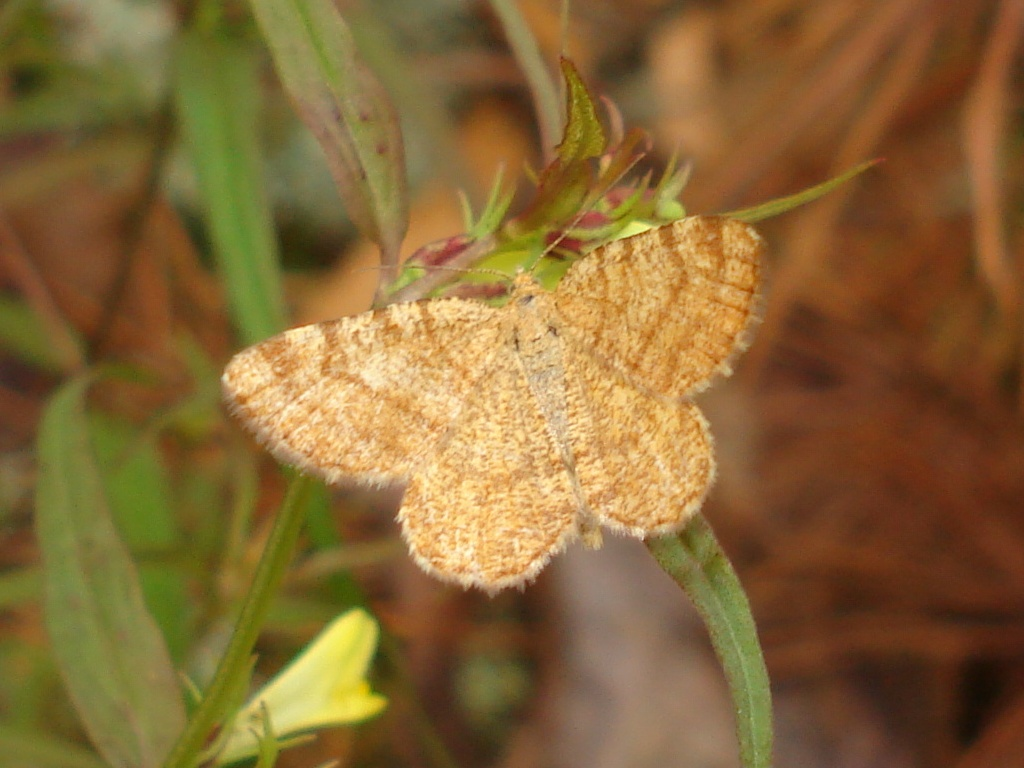
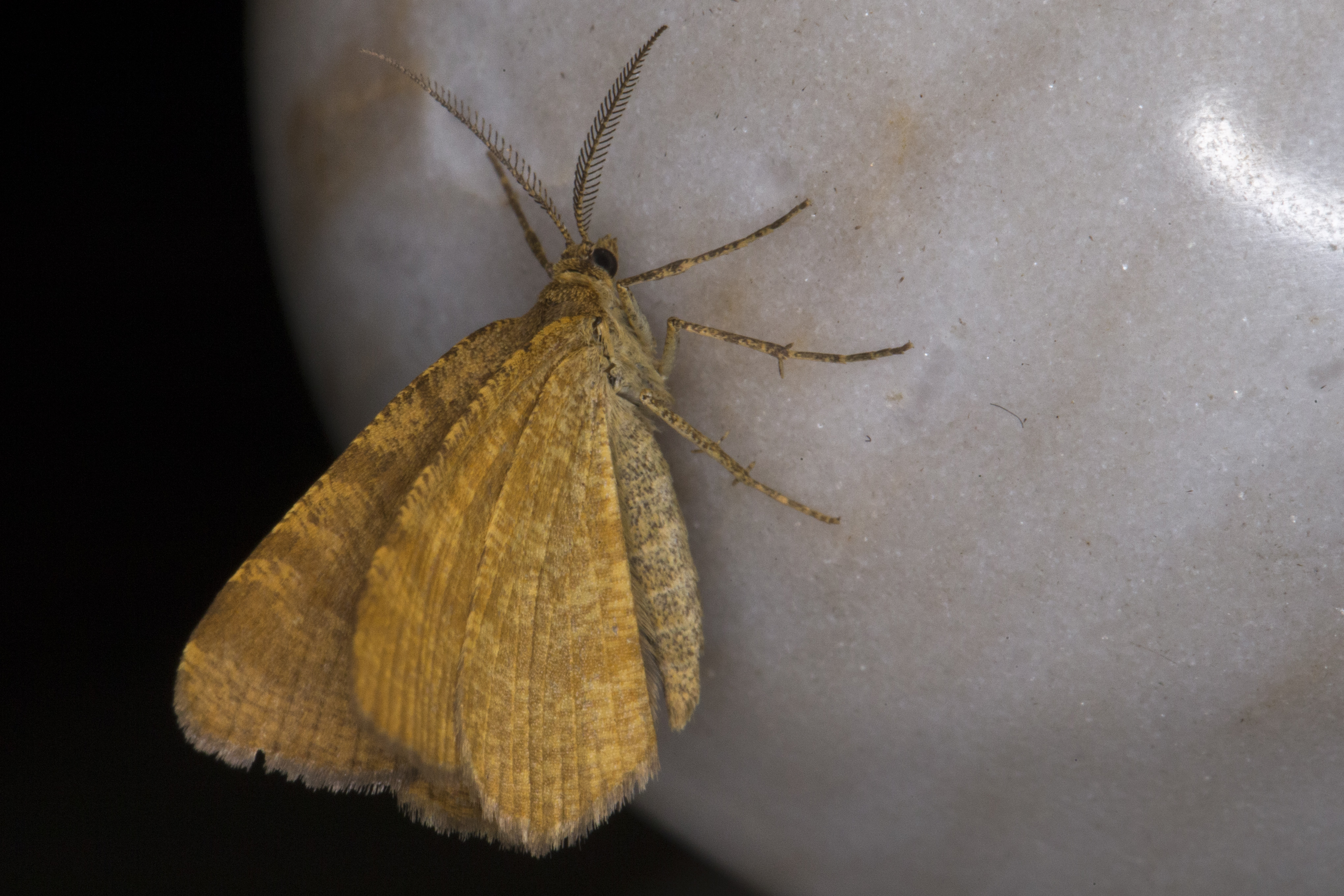
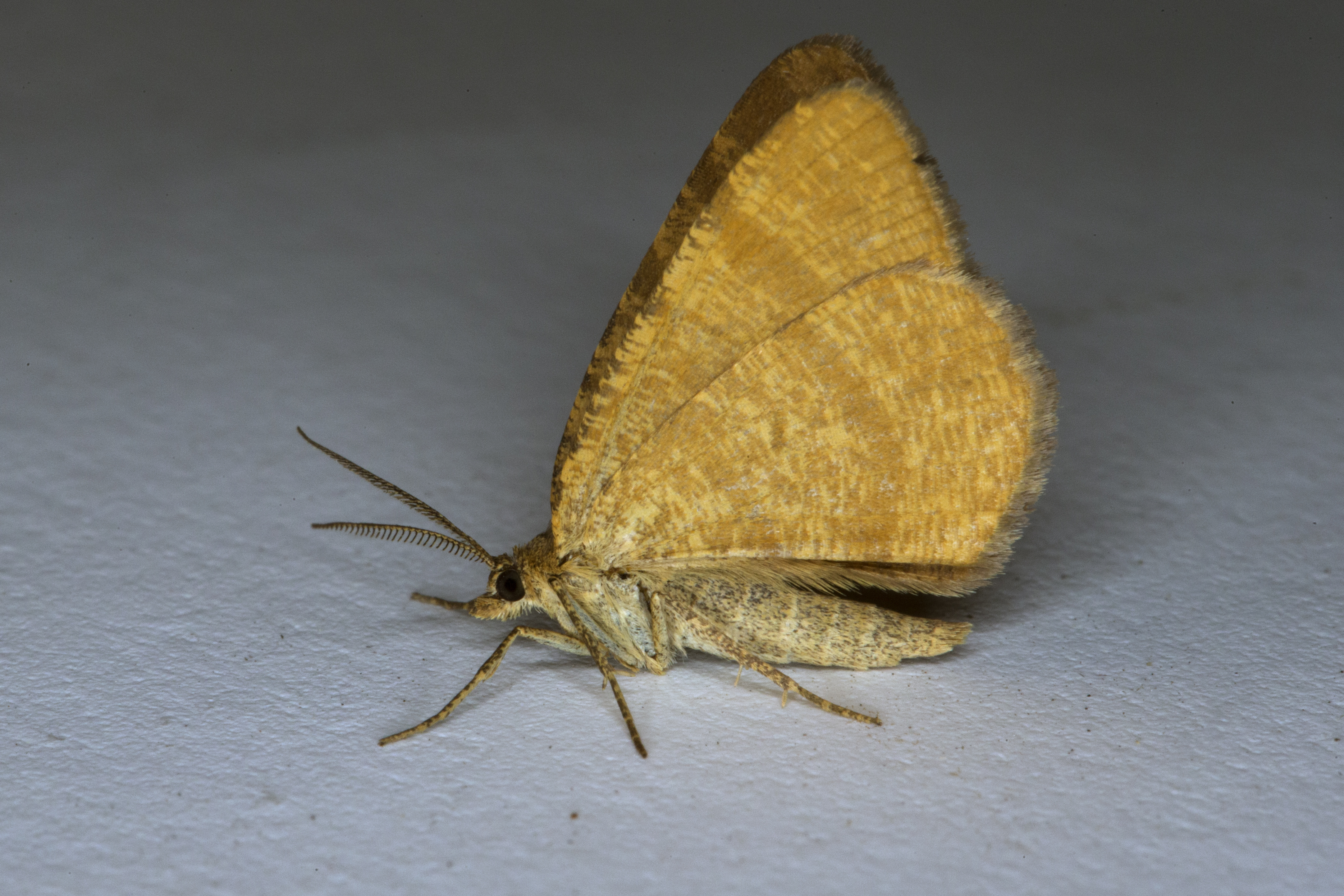
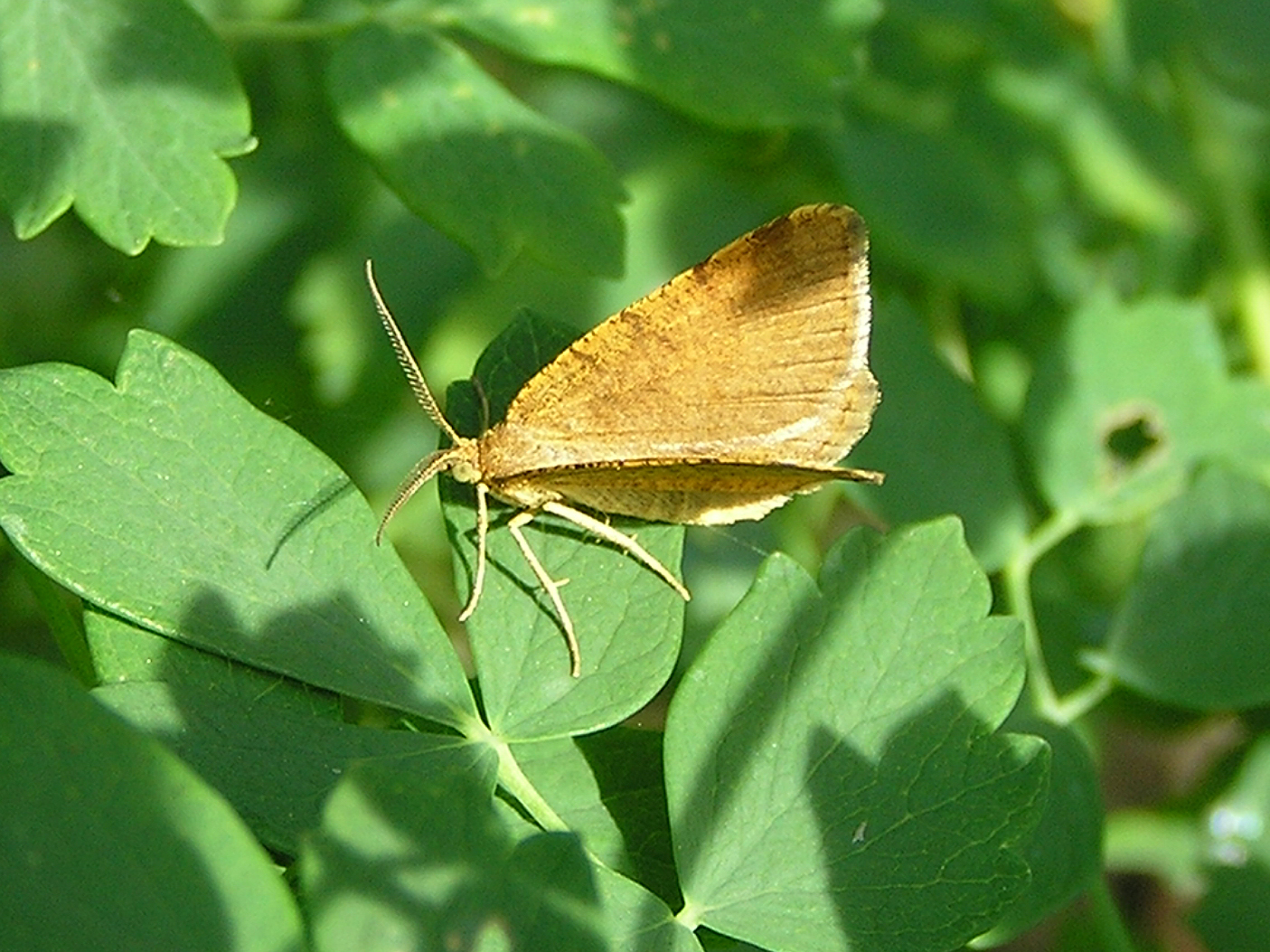
Sải cánh dài 25–30 mm (0,98–1,18 in). Chiều dài của cánh trước là 11–13 mm (0,43–0,51 in). Thường bay vào ban ngày,  khi nghỉ ngơi sẽ khép cánh lại. Xuất hiện nhiều vào tháng 6 và tháng 7 ở Anh, tháng 7 và tháng 8 ở Bắc Mỹ.
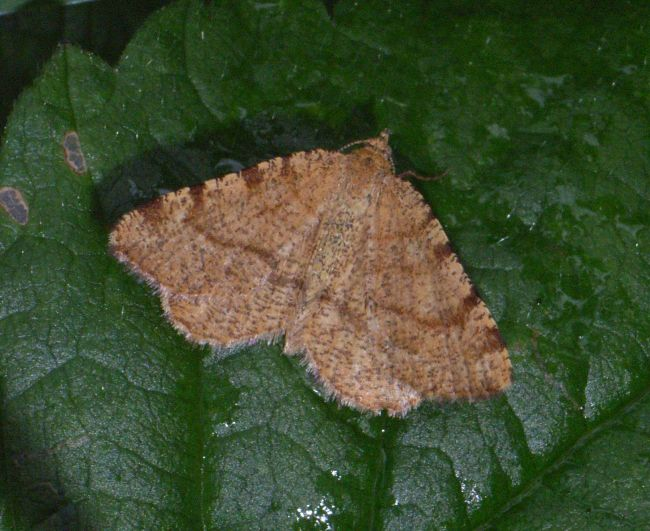
Sâu bướm của loài này thường ăn quả việt quất ở Anh cũng như các loại cây khác thuộc họ Heath, chẳng hạn như dâu tây, ở Bắc Mỹ.